# Fathi Schakaki
Fathi Schakaki (arabisch فتحي إبراهيم عبد العزيز الشقاقي, DMG Fatḥī Ibrāhīm ʿAbd al-ʿAzīz aš-Šaqāqī; auch Fatchi Schkaki; * 1951 im Gazastreifen; † 26. Oktober 1995 in Sliema, Malta) war ein palästinensischer Arzt aus Rafah und einer der Gründer der Terrororganisation Islamischer Dschihad in Palästina (PIJ). Er galt in seiner Bewegung als ein Intellektueller und griff zum Mittel des Terrorismus.

## Leben
Fathi Schakakis Familie stammte aus dem Dorf Zarnuka (etwa 2380 Einwohner) bei Ramla, von wo sie im Palästinakrieg am 27. Mai 1948 vertrieben worden war, worauf Schakaki im Gazastreifen aufwuchs. Er studierte zunächst kurzzeitig Mathematik an der Universität Bir Zait und ab 1974 Medizin im ägyptischen Zagazig, wo er als Palästinenser kostenlos studieren konnte.
Inspiriert von den Muslimbrüdern, näherte er sich der Gruppe Muschamma al-islami an, die Ahmad Yasin 1973 in Gaza gegründet hatte. Er las in dieser Zeit neben Schriften des politischen Islam von Hassan al-Banna oder Muhammad Baqir as-Sadr nach eigenen Angaben auch Jean-Paul Sartre, Lenin, T. S. Eliot und Fjodor Dostojewski. Die hebräische Sprache beherrschte er fließend. Auch mit dem Werk von William Shakespeare soll er vertraut gewesen sein. Ab 1976 distanzierte er sich von den Muslimbrüdern und leitete Al-Talai al-islamiyya, da sich die politisch in die Defensive gedrängten Muslimbrüder zwar für eine Reislamisierung der Gesellschaft, aber kaum für den palästinensischen Nationalismus interessierten. Unter dem Eindruck der Islamischen Revolution im Iran 1979 kam es zum Bruch mit den Muslimbrüdern. Schakaki begeisterte sich politisch für Ruhollah Chomeini. Jedoch trat der Sunnit nie zum schiitischen Islam über.
Für seine propagandistische Schrift Chomeini, die islamische Lösung und die Alternative (1979) wurde ihm von den Muslimbrüdern eine Apologetik der Schia vorgeworfen, sie schlossen ihn ihrerseits aus ihren Reihen aus. Die ägyptischen Behörden verboten das Buch sogleich. Fathi Schakaki vertrat die Auffassung, die Muslimbrüder hätten das Erbe Hassan al-Bannas verraten.
1981 ging er nach Gaza, arbeitete mit Abdel Aziz Uda und gründete den „Islamischen Dschihad in Palästina“. Im September 1983 wurde der praktizierende Arzt von der israelischen Armee verhaftet und zu elf Monaten verurteilt. Er bildete – auch unter den Bedingungen der Haft – Netzwerke mit anderen Organisationen wie der „Volksfront zur Befreiung Palästinas“, Ziyad an-Nachala (ALF) und den Nasseristen in Palästina. Im März 1986 kam er erneut in israelische Gefangenschaft. 1988 wurde er jedoch vorzeitig aus der Haft entlassen und in den Libanon ausgewiesen. Er wohnte in Beirut im von der schiitischen Hisbollah kontrollierten Stadtteil Raouché und reiste nach Teheran zu Gesprächen mit Chomeini. Im Flüchtlingslager Jarmuk bei Damaskus betrieb er ein Büro, doch war ihm fortan der Zugang zu den Palästinensergebieten versperrt. 1991 hielt er den ersten Kongress seiner Organisation ab, der ihn erwartungsgemäß zum Generalsekretär wählte.
Schakaki verweigerte jede Zustimmung zu den Verhandlungsergebnissen von Oslo im Jahr 1993. Terroranschläge gegen Ziele in Tel Aviv-Jaffa, Beit Lid (eine Autobahnkreuzung nahe der israelischen Küstenstadt Netanja), aber auch in Gaza folgten. In der von ihm kommandierten Operation mit zwei Selbstmordattentätern gegen die Station einer Transporteinheit der israelischen Armee und eine Busstation in Beit Lid am 22. Januar 1995 starben 22 Israelis, 108 Menschen wurden verletzt. Am 26. Oktober 1995 wurde er von Agenten des Mossad vor einem Hotel in Malta erschossen, als er sich auf der Rückreise von Libyen unter falschem Namen dort aufhielt. Seine Position als Generalsekretär des PIJ wurde von Ramadan Shallah übernommen.

## Schriften
- Chomeini: al-hal al-islami wa-l-badil (Chomeini, die islamische Lösung und die Alternative). Al-Mukhtar al-Islami, Kairo 1979.
- Limadha al-tarikh? (Warum die Geschichte?). In: Al-Talia, Nr. 11, 1983.